# Mesochorus vejanus
Mesochorus vejanus là một loài tò vò trong họ Ichneumonidae.